# 穆罕默德鲁兹·伊斯坎达罗夫
穆罕默德鲁兹·伊斯坎达罗夫 （俄语： 1954年5月3日-），塔吉克斯坦政治家，持不同政见者，塔吉克斯坦民主党主席。其于2005年被捕，并被判处23年有期徒刑。其职位由马苏德·索比罗夫（Masud Sobirov）接替。